# Babiana patula
Babiana patula är en irisväxtart som beskrevs av Nicholas Edward Brown. Babiana patula ingår i släktet Babiana och familjen irisväxter. Inga underarter finns listade i Catalogue of Life.